# Národní (Praha)
Národní (dříve Národní třída, lidově Národka) je významná ulice v hlavním městě Praze. Nachází se na rozhraní Starého a Nového Města. Probíhá jihozápadním směrem od Jungmannova náměstí, kde navazuje na ulici 28. října vedoucí z dolního konce Václavského náměstí, ke křižovatce u Vltavy a Národního divadla, kde navazuje na most Legií. Ulice se nachází v místech, kde byly ve středověku příkopy hradeb Starého Města.
V ulici sídlí přibližně sedm set právnických osob, mj. Akademie věd České republiky, Asociace profesionálních fotografů České republiky, CinemArt, agentura Czechoslovak Models, Česká advokátní komora, Eurovia CS, Mott MacDonald CZ, či Pražská plynárenská. Nachází se zde také několik kulturních podniků, především Nová scéna a hlavní budova Národního divadla, a dále např. Divadlo Viola, Divadlo Metro, Galerie Václava Špály, kavárna Slavia, Komorní kino Evald, Reduta Jazz Club, Café Louvre a další.

## Historie
Ulice vznikla po roce 1781, kdy byl zasypán příkop dělící pražské Staré Město a Nové Město. V 19. století nesla název Nové Aleje (německy Neue Allee), její pojmenování se s postupem času různě měnilo: V alejích, V nových alejích, V stromořadí, Uršulinská (západní část) či U Řetězového mostu. V letech 1870–1919 se jmenovala Ferdinandova třída po bývalém císaři Ferdinandovi I. Od roku 1919 nese jméno Národní, s výjimkou let 1941–1945, kdy byla za německé okupace pojmenována třída Viktoria.
V 19. století podél ní vzniklo mnoho významných budov a institucí, jako je například Národní divadlo, Česká spořitelna (nyní Akademie věd České republiky) či Kavárna Slavia v Paláci Lažanských. Vedly tudy již ke konci 19. století (1885) koleje koňky, které se před řetězovým mostem Františka I. obracely po nábřeží zpět do centra.
Ve 20. století byly mnohé staré budovy zbořeny a třída rozšířena. Ještě v letech 1949–1950 byl zbořen tzv. Braunerův dům, ve kterém sídlila slavná kavárna Union.
V letech 1972–1975 byl postaven obchodní dům Máj, po roce 1989 převzatý obchodním řetězcem TESCO a v roce 2009 přejmenovaný na MY Národní. Stavba byla v roce 2007 prohlášena za kulturní památku, hlavně díky své originální konstrukci. V letech 1982–1985 byla poblíž vybudována stanice metra Národní třída a část zdejší tramvajové trati od křižovatky Na Perštýně (přes Jugmannovo náměstí a ulicí 28. října) na Můstek byla následně zrušena. Po demolici tzv. Chourových domů vedle Národního divadla byla na jejich místě vystavěna v brutalistickém stylu Nová scéna (otevřena v roce 1983).
V roce 2018 vznikla na místě dlouholetého provizorního parkoviště nová budova Drn.

### 17. listopad 1989
17. listopadu 1989 došlo na rohu Mikulandské ulice k známému zásahu složek Veřejné bezpečnosti proti studentům, čímž začala tzv. sametová revoluce, která znamenala definitivní konec komunistického režimu v Československu.
Na tuto událost upomíná pamětní deska na fasádě Schirdingovského paláce, který stojí právě na rohu Mikulandské a Národní, a každoročně se konají i připomínkové akce na Den boje za svobodu a demokracii, příležitostně spojené s demonstracemi k aktuálním politickým otázkám.

## Kulturní památky

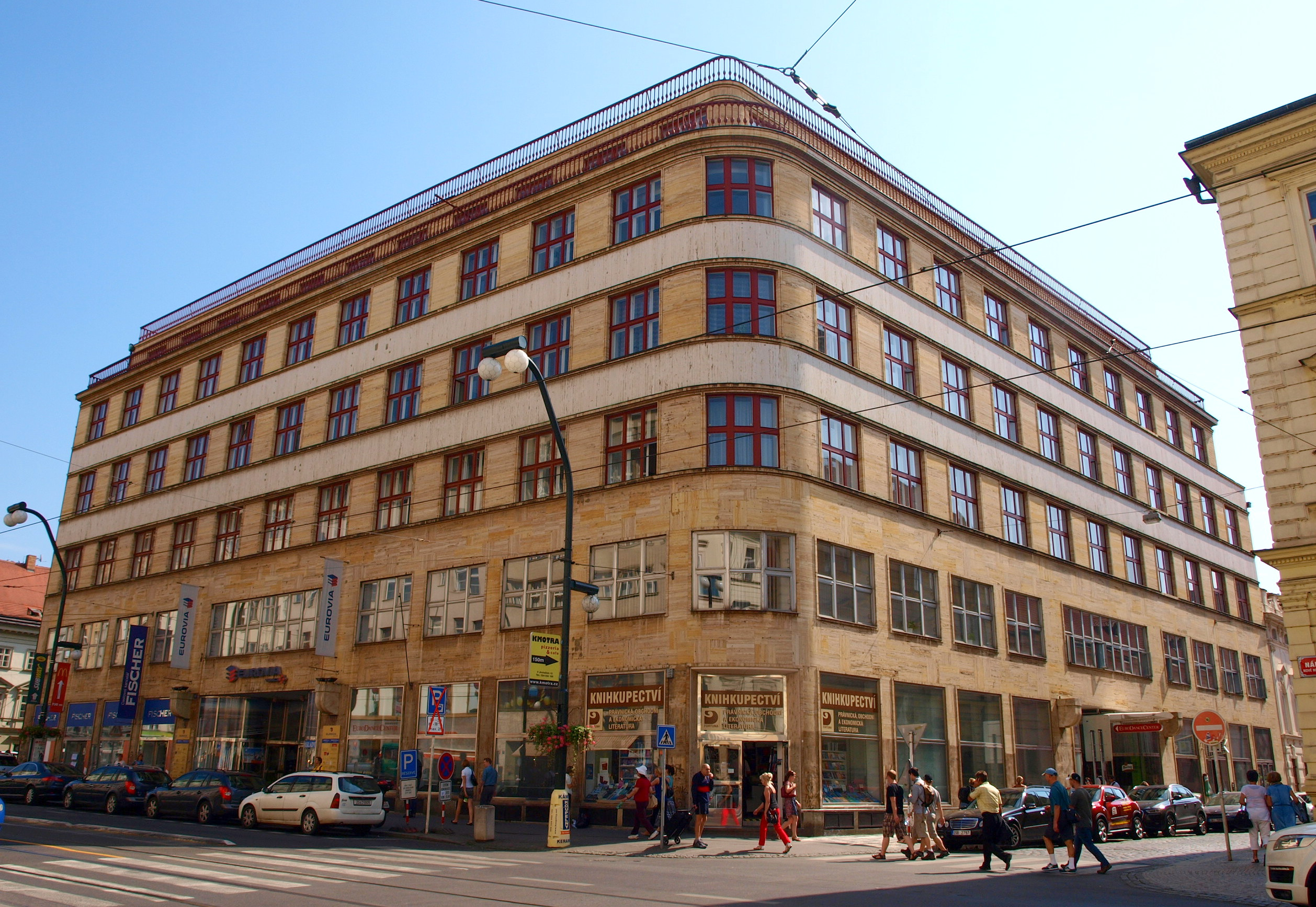
Palác Dunaj

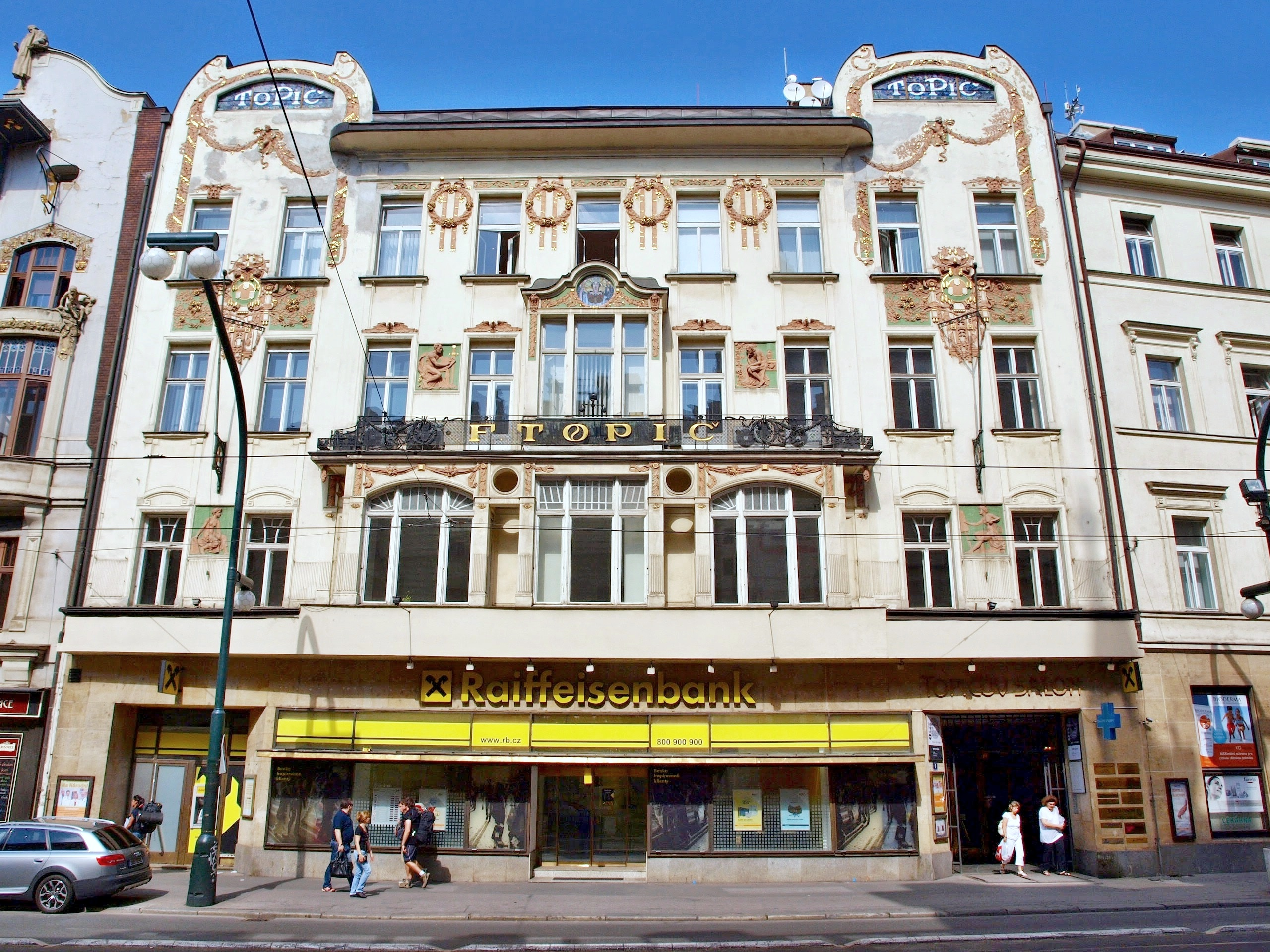
Topičův dům

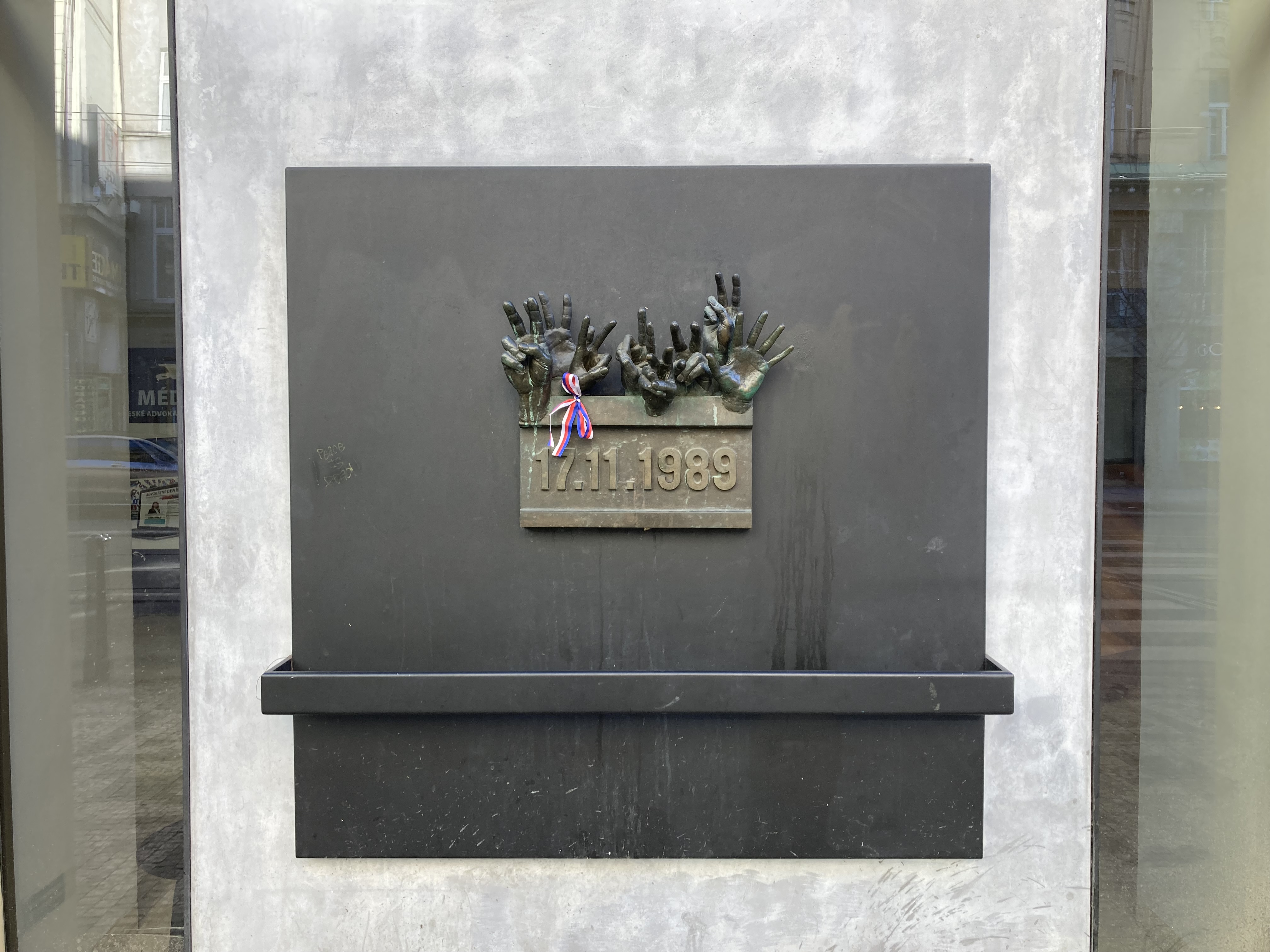
Pamětní deska v podloubí Schirdingovského paláce

### Novoměstská strana od východu
- Palác Adria čp. 36/II – v budově sídlí Divadlo Bez zábradlí
- Palác Porgesů z Portheimu (také Desfourský či Wimmerův palác) čp. 37/II, č.o.38 (39850/1-1063)
- Obchodní dům Dům uměleckého průmyslu čp. 38 (39852/1-1064)
- Palác Chicago čp. 58/II
- Obchodní dům Máj čp. 63/II
- Palác Louvre a Café Louvre čp. 117/II
- Schirdingovský palác (také Kaňkův dům) čp. 118/II – v budově sídlí Česká advokátní komora
- Palác Dunaj čp. 138/II, konstruktivistická budova architekta Adolfa Foehra
- Klášter voršilek včetně kostela svaté Voršily, čp. 139/II (50765/1-1054)
- Nová scéna a hlavní budova Národního divadla čp. 223/II (11724/1-1102)

### Staroměstská strana od východu
- Měšťanský dům čp. 365/I (44515/1-182)
- Městský dům čp. 41/I (40895/1-1751)
- Palác Platýz čp. 416/I
- Palác Metro čp.961/I, č. o. 25; arch. Bohumil Tesař (1870)
- Palác pojišťovny Elbe
- Obchodní dům čp. 984/I (11969/1-2201)
- Dům Poustka čp. 339/I (40893/1-1750)
- Nakladatelství Topičův dům (také Topičův salon) čp. 1010
- Pojišťovna Praha čp. 1011/I (38846/1-438) – v budově sídlí Divadlo Viola
- Budova Akademie věd (původně Böhmische Sparkasse /Spořitelna česká) čp. 1009/I (38842/1-436)
- Palác Lažanských čp. 1012/I – v budově sídlí Filmová a televizní fakulta Akademie múzických umění v Praze, v přízemí je umístěna Kavárna Slavia

### Významné budovy bez památkové ochrany
- Palác Drn čp. 135 – moderní polyfunkční budova z let 2016–2018.[7]